# Samnaungruppe
Die Samnaungruppe ist eine Gebirgsgruppe in den zentralen Ostalpen. Anteil haben Österreich mit dem Bundesland Tirol und die Schweiz mit dem Kanton Graubünden.
In der Samnaungruppe befinden sich mehrere große Wintersportgebiete, die Teile der Gruppe für den Bergtourismus im Sommer entwerten. Trotzdem verfügt die Gruppe nach wie vor über größere ursprüngliche und einsame Berggebiete. Die Gruppe weist einige Dreitausender auf. Eine größere Vergletscherung wie in der benachbarten Silvretta ist jedoch nicht vorhanden. Namensgeber für die Gebirgsgruppe ist der Schweizer Ort Samnaun, der sich im einzigen bewohnten Tal innerhalb der Gruppe befindet.

## Name
Wie vielfach üblich heißt die Gruppe nach demjenigen Tal, das am tiefsten in die Gruppe vordringt, dem schweizerischen Samnaun, das ist das Tal des Schergenbachs, einem linken Nebenfluss des Inns bei Finstermünz. Das Tal (am Unterlauf heißt es Val da Tschera) dringt westwärts streifend in die Südwest–Nordost streichende Kette ein.

## Umgrenzung und benachbarte Gebirgsgruppen
Im Norden bildet das Paznaun, das Tal der Trisanna, und die untere Sanna die Grenze bis Landeck. Im Osten und Südosten bildet der Inn die Grenze. Die Grenze im nördlichen Seitenkamm der Zentralalpen (Rätikon–Silvretta–Samnaun) wird am Fimberpass bei der Heidelberger Hütte, einem der wenigen guten Übergänge dieser Kette, gesehen. Die Ostumgrenzung ist das große Knie des Inn, der hier den Zentralalpenkamm durchstößt, und ab dann die Nordgrenze derselben bildet.
Nach Alpenvereinseinteilung der Ostalpen (AVE) ist die Samnaungruppe (Nr. 27) umgrenzt durch die Linie:
- im Nordwesten das Paznauntal (die Trisanna) von Ischgl bis Wiesberg zur Verwallgruppe (28)
- im Norden die Sanna bis Landeck zu den Lechtaler Alpen (3b) der Nördlichen Ostalpen (Nordalpen)
- im Osten und Südosten der Inn bis zum Finstermünzpass (orographisch: Einmündung des Stillebachs) zu den Ötztaler Alpen (30)
- im Süden der Inn weiter bis Einmündung der Brancla zur Sesvennagruppe (29)
- im Westen  Val Sinestra (Brancla) – Val Chöglias (Aua Chöglias) – Fimberpass – Fimbertal (Fimbabach) – Ischgl zur Silvretta (27)

Diese Definition ist weitgehend allgemein üblich.
Der Fimberpass mit 2608 m verbindet die Samnaungruppe mit der Silvrettagruppe, der tiefste Punkt ist die Sannamündung bei Landeck auf 775 m. Das ergibt 2519 m Gesamt-Profildifferenz und 686 m Gesamtschartenhöhe der Gruppe. Sie ragt also enorm hoch über das tief eingeschnittene Inntal und ist gegen die Silvretta wenig abgesetzt. Tatsächlich bildet die Gruppe nur den Ostausläufer der einstmals Verwallalpen genannten Großgruppe, die als Seitengruppe vom Flüela ostwärts streicht, und am Arlberg in die Nördlichen Kalkalpen übergeht. Diese wird durch die Längstalfurche Rhone–Rotten–Vorderrhein–Inn, die mächtigste diagonale Störung der Alpenmasse, aus dem Alpenhauptkamm herausgestellt.

## Gliederung und Untergruppen
Der Alpenvereinsführer Samnaungruppe teilt das Gebirge in drei Untergruppen ein. Die Untergruppen haben hierbei keine eigenen Namen. Sie werden lediglich durch ihre Grenzen definiert.
- Nordkamm, zwischen Landeck und Flathjoch: In diesem Teil der Samnaungruppe befinden sich die Dreitausender Hexenkopf und Furgler.
- Zwischen Flathjoch und Zeblasjoch: Dies ist der mittlere Teil der Samnaungruppe mit den Dreitausendern Vesulspitze und Bürkelkopf.
- Südteil, südlich und östlich des Zeblasjochs: In diesem fast ausschließlich in Graubünden gelegenen Teil befindet sich der Muttler, der höchste Berg der Samnaungruppe sowie einige weitere Dreitausender. Dieser Teil wird durch das Samnaun im Norden abgegrenzt.

## Gipfel
Insgesamt gibt es in der Samnaungruppe ca. 140 benannte und mit Höhenkote versehene Gipfel. In der folgenden Liste sind alle Dreitausender aufgeführt:
| Rang | Bild | Gipfel                  | Höhe | Lage             | Dominanz             | Schartenhöhe                     |
| ---- | ---- | ----------------------- | ---- | ---------------- | -------------------- | -------------------------------- |
| 1    |      | Muttler                 | 3294 | Graubünden       | 11,5 km → Fluchthorn | 701 m ↓ Pass dals Gips           |
| 2    |      | Stammerspitze           | 3254 | Graubünden       | 2,6 km → Muttler     | 408 m ↓ Maisasjoch               |
| 3    |      | Piz Mundin              | 3146 | Graubünden       | 4,6 km → Muttler     | 342 m ↓ Fuorcletta               |
| 4    |      | Clucher dal Mundin      | 3120 | Graubünden       | 0,4 km → Piz Mundin  | 60 m ↓ Scharte zum Piz Mundin    |
| 5    |      | Piz Rots, Vesilspitze   | 3097 | Graubünden/Tirol | 3 km → Stammerspitze | 280 m ↓ Fuorcla Chamins          |
| 6    |      | Vesulspitze             | 3089 | Tirol            | 8,9 km → Piz Rots    | 550 m ↓ Zeblasjoch               |
| 7    |      | Piz Malmurainza         | 3038 | Graubünden       | 1,8 km → Muttler     | 229 m ↓ Fuorcla d’Alp            |
| 8    |      | Hexenkopf               | 3035 | Tirol            | 9,4 km → Vesulspitze | 371 m ↓ Östliche Fließer Scharte |
| 9    |      | Piz Vadret, Sulnerspitz | 3034 | Graubünden       | 0,7 km → Piz Rots    | 40 m ↓ Scharte zum Piz Rots      |
| 10   |      | Bürkelkopf              | 3030 | Graubünden/Tirol | 1,3 km → Vesulspitze | 226 m ↓ Vesulscharte             |
| 11   |      | Piz Nair                | 3018 | Graubünden       | 0,8 km → Muttler     | 47 m ↓ Scharte zum Muttler       |
| 12   |      | Furgler                 | 3004 | Tirol            | 3,9 km → Hexenkopf   | 319 m ↓ Masnerjoch               |

Einige dieser Gipfel haben außerdem noch Nebengipfel über 3000 m: Im langen Kamm des Piz Mundin und im Westgrat der Stammerspitze erheben sich einige weitere Gipfel mit bis zu 30 m Schartenhöhe. Schließlich gibt es noch einen 3029 m hohen Nordostgipfel des Bürkelkopfes (der also nur einen Meter niedriger ist als der Hauptgipfel) mit ca. 35 m Schartenhöhe.

## Schutzgebiete
Gemäß Artikel 5 des Bundesgesetzes über den Natur- und Heimatschutz führt die Schweiz ein Bundesinventar der Landschaften und Naturdenkmäler von nationaler Bedeutung. In der Samnaungruppe gibt es zurzeit eine dieser Landschaften:
- Nr. 1909, Bezeichnung: Piz Arina, Jahr der Aufnahme in das Inventar: 1983, Größe: 4936 ha

## Tourismus

### Hütten
Im Tiroler Teil der Samnaungruppe gibt es drei Hütten des Alpenvereins.
- Ascher Hütte: Höhe: 2256 m, bewirtschaftet sommers von Anfang Juli bis Mitte September und winters auf Anfrage, 40 Matratzenlager, Winterraum mit 10 Lagern und AV-Schloss, Talort: See im Paznauntal, Gehzeit von der Medrig-Alm (Lift): 2 Stunden
- Hexenseehütte: Höhe: 2588 m, bewirtschaftet sommers von Juli bis ca. 10. September (Voranmeldung im Kölner Haus!) und winters bis Ostern nur tagsüber, 28 Matratzenlager, Winterraum mit 2 Lagern, nicht versperrt, Talort: Serfaus, Gehzeit von Serfaus: 5 Stunden
- Kölner Haus: Höhe: 1965 m, bewirtschaftet sommers von Mitte Juni bis Mitte September und winters von Mitte Dezember bis Ostern (schriftliche Voranmeldung!), 48 Betten und 18 Matratzenlager, Talort: Serfaus, Gehzeit von Serfaus: 1,5 Stunden

Im Schweizer Teil finden sich:
- Heidelberger Hütte: Höhe: 2264 m, bewirtschaftet

### Fern-/Weitwanderwege
Der Zentralalpenweg 02, einer der 10 österreichischen Weitwanderwege, führt auch durch die Samnaungruppe. Dieser Weg verläuft durch Teile der Zentralalpen mit zwei Alternativwegen.
Die leichtere Alternativtrasse (Teilstrecke 18.1) erreicht die Samnaungruppe bei Prutz am Inn. Von dort geht es über Serfaus, St. Zeno, das Furglerjoch und das Medrigjoch nach See, Kappl und Ischgl im Paznauntal.
Die hochalpine Alternative (Teilstrecke 18.2) erreicht die Samnaungruppe bei Pfunds im Inntal. Von dort führt der Weg über Lafairs und Tschupbach nach St. Zeno und von dort weiter wie bei Teilstrecke 18.1.

### Skigebiete
In der Samnaungruppe gibt es die folgenden Skigebiete:
- Silvretta Arena:[1] Talorte sind Ischgl im Paznauntal und Samnaun Ravaisch, großes Skigebiet mit drei fast parallelen Zubringerbahnen
- Medrigjoch-See: Talort ist See im Paznauntal, kleineres Familienskigebiet
- Serfaus–Fiss–Ladis: Talorte sind Fiss und Serfaus in Balkonlage über dem Oberinntal, großes Skigebiet mit Seilbahnen über mehrere Täler hinweg, in der Saison 2004/05 wurde die Pezidbahn eröffnet, eine 8er-Kabinenbahn als Zubringer ins Masner-Skigebiet über das Arrezjoch. Sie ersetzt einen Kurvenschlepplift.